# Banga (South Cotabato)
Banga is een gemeente in de Filipijnse provincie South Cotabato op het eiland Mindanao. Bij de laatste census in 2007 had de gemeente ruim 73 duizend inwoners.

## Geografie

### Bestuurlijke indeling
Banga is onderverdeeld in de volgende 22 barangays:
| - Benitez - Cabudian - Cabuling - Cinco - Derilon - El Nonok - Improgo Village - Kusan - Lam-Apos - Lamba - Lambingi | - Lampari - Liwanay - Malaya - Punong Grande - Rang-ay - Reyes - Rizal - Rizal Poblacion - San Jose - San Vicente - Yangco Poblacion |

## Demografie
Banga had bij de census van 2007 een inwoneraantal van 73.355 mensen. Dit zijn 4.224 mensen (6,1%) meer dan bij de vorige census van 2000. De gemiddelde jaarlijkse groei komt daarmee uit op 0,82%, hetgeen lager is dan het landelijk jaarlijks gemiddelde over deze periode (2,04%). Vergeleken met de census van 1995 is het aantal mensen met 6.784 (10,2%) toegenomen.

De bevolkingsdichtheid van Banga was ten tijde van de laatste census, met 73.355 inwoners op 240,35 km², 277 mensen per km².